# Bob Whitsitt
Bob Whitsitt est un ancien dirigeant sportif américain de NBA et de NFL. Il a été "General Manager" dans trois équipes: les Supersonics de Seattle et les Trail Blazers de Portland en NBA et les Seahawks de Seattle en NFL. Whitsitt était connu sous le surnom de "Trader Bob" pour son penchant à faire de gros transferts.   

## Seattle SuperSonics
Il est considéré comme l'architecte de l'équipe des Sonics en saison NBA 1995-1996 ayant atteint les Finales NBA qui s'inclina face aux Bulls de Chicago. Whitsitt surprit de nombreux observateurs en recrutant Shawn Kemp, un joueur qui n'avait jamais disputé une seule rencontre en NCAA (avant que Kevin Garnett ne soit drafté et que de nombreux joueurs ne passent directement du lycée à la NBA). Cependant, après un conflit avec le propriétaire des Sonics Barry Ackerly, Whitsitt quitta son poste en 1994 et rejoignit les Trail Blazers de Portland, détenu par Paul Allen dans un poste similaire.  

## Portland Trail Blazers
Durant ses deux premières années, Whitsitt composa avec un effectif âgé, ayant atteint les Finales NBA au début de la décennie, mais n'ayant jamais réitéré ces performances.
Lors de l'intersaison 1996, Whitsitt commença à modeler son effectif avec de nombreux transferts. Il acquit le meneur Isaiah Rider et l'ailier Rasheed Wallace, ainsi que le free agent Kenny Anderson. Il sélectionna aussi lors de la draft Jermaine O'Neal. Ces changements firent des Blazers une meilleure équipe sur une courte période (en 1999 et 2000 les Blazers atteignant la finale de la Conférence Ouest). L'équipe fut alors surnommé les "Jail Blazers" à cause des problèmes judiciaires de nombreux joueurs. 
La réputation de Whitsitt commença à changer après la saison 2000 pour ses transferts discutés. Le populaire Brian Grant fut transféré en échange de Shawn Kemp; l'intérieur Jermaine O'Neal fut transféré contre Dale Davis. De nombreux joueurs étaient mécontents de leur rôle et demandaient à être transférés. En outre, Whitsitt se mit à dos les fans de Portland pour avoir recruté l'ailier de Seattle Ruben Patterson, condamné pour agression sexuelle.
De nombreux observateurs remettaient en cause la valeur des joueurs, leur rage de vaincre et reprochaient à Whitsitt de ne pas faire attention à l'alchimie dans l'équipe. En outre, il fut critiqué pour avoir accumulé de nombreux All-Star (y compris pour former le banc), aboutissant à des conflits d'égo.
De nombreux joueurs acquis par Whitsitt ont connu des ennuis avec la justice :
- Gary Trent (drafté en 1995)
- Jermaine O'Neal (drafté en 1996)
- Rasheed Wallace (acquis en 1996)
- Isaiah Rider (acquis en 1996)
- Damon Stoudamire (acquis en 1998)
- Bonzi Wells (drafté en 1999)
- Shawn Kemp (acquis en 2000)
- Rod Strickland (signé en tant que free agent en 2001)
- Zach Randolph (drafté en 2001)
- Ruben Patterson (signé en tant que free agent en 2001)
- Qyntel Woods (drafté en 2002)
- Jeff McInnis (signé en tant que free agent en 2002)

Après la saison 2003, Whitsitt quitta son poste des Trail Blazers et fut remplacé par Steve Patterson en tant que président et par John Nash en tant que general manager.

## Seattle Seahawks
Quelques années après avoir engagé Whitsitt aux Trail Blazers, Paul Allen lui offrit le poste de président des Seahawks de Seattle en 1997. Whitsitt se proclame comme un "basketball guy", ayant plus de connaissances en basket-ball qu'en football américain; pour cette raison, son rôle avec les Seahawks se limitait aux affaires économiques du club; les décisions sportives étaient prises par d'autres. C'est après avoir quitté son poste de GM des Trailblazers en 2003 qu'il devint l'ultime décideur dans l'organisation des Seahawks, entraînant des conflits à cause de son passé en basket-ball et de sa faible connaissance en NFL. Il fut licencié en 2004.
En tant que président des Seahawks, Whitsitt prit deux décisions majeures. Il participa au développement du Qwest Field, le stade remplaçant le Kingdome. Ensuite, il engagea Mike Holmgren (l'ancien entraîneur des Packers de Green Bay).  